# Kallmünz

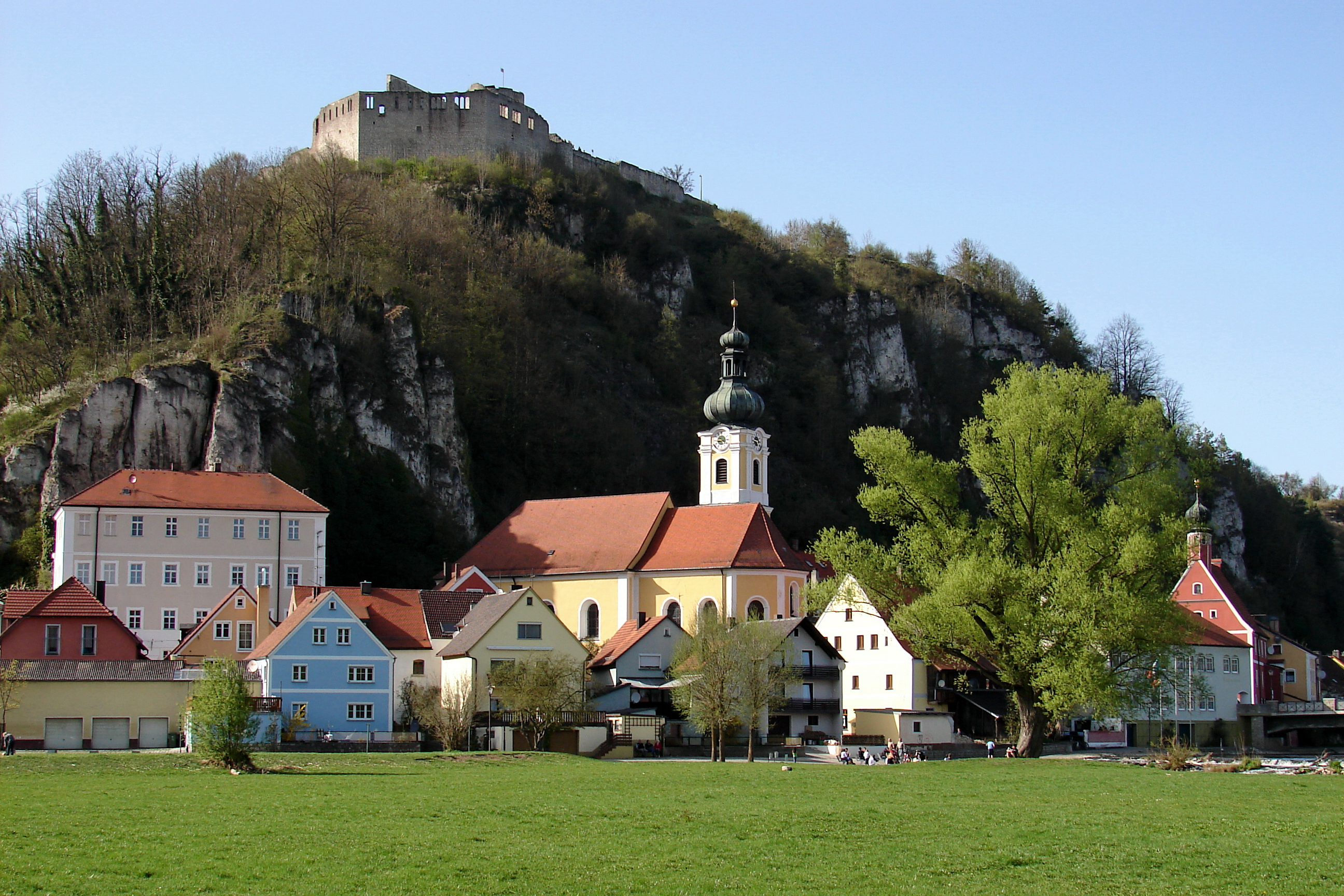
Vedere asupra municipiului cu biserica parohială Sf. Mihail și ruinele castelului Kallmünz

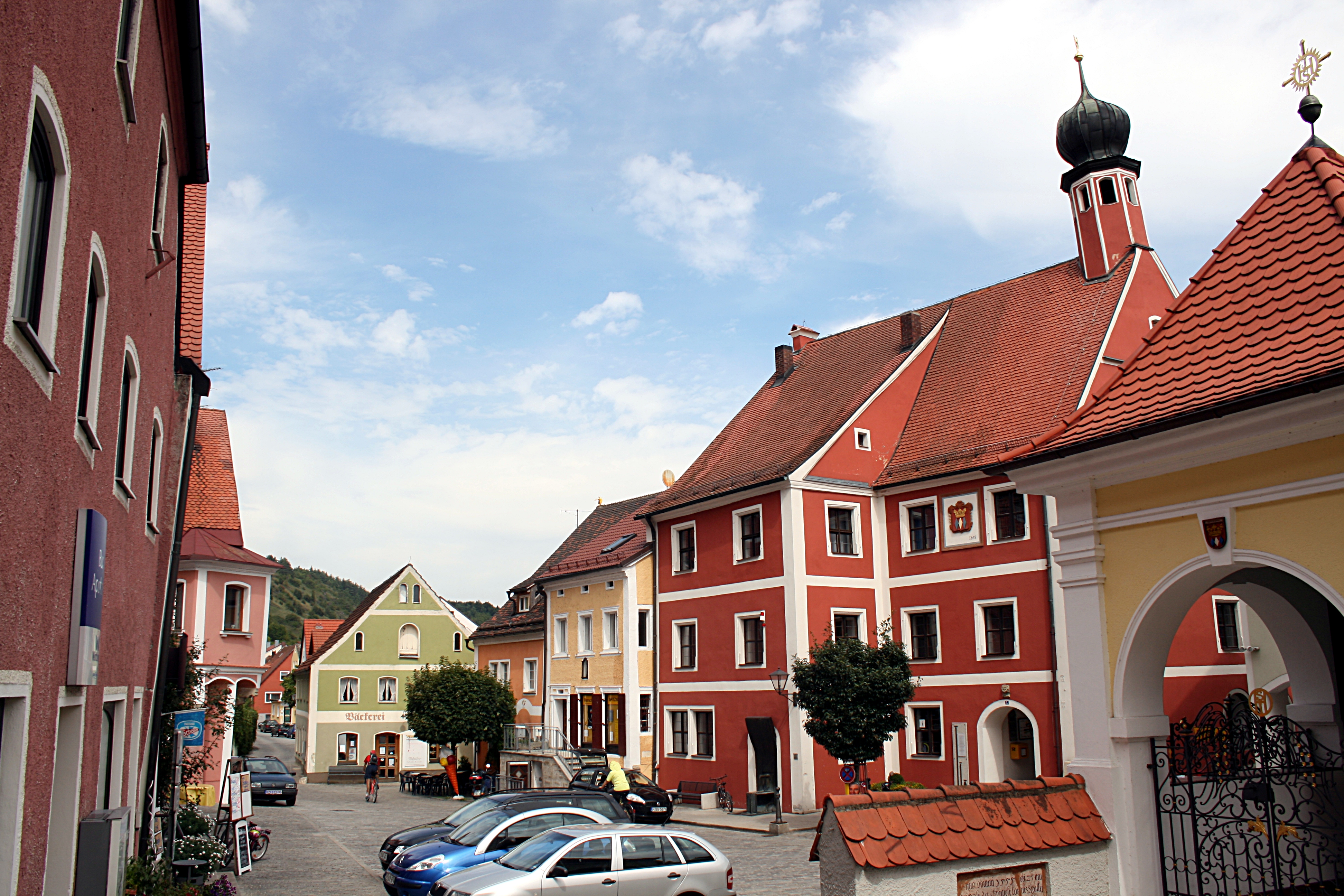
Marktplatz (Piața Pieței) în inima Kallmünz

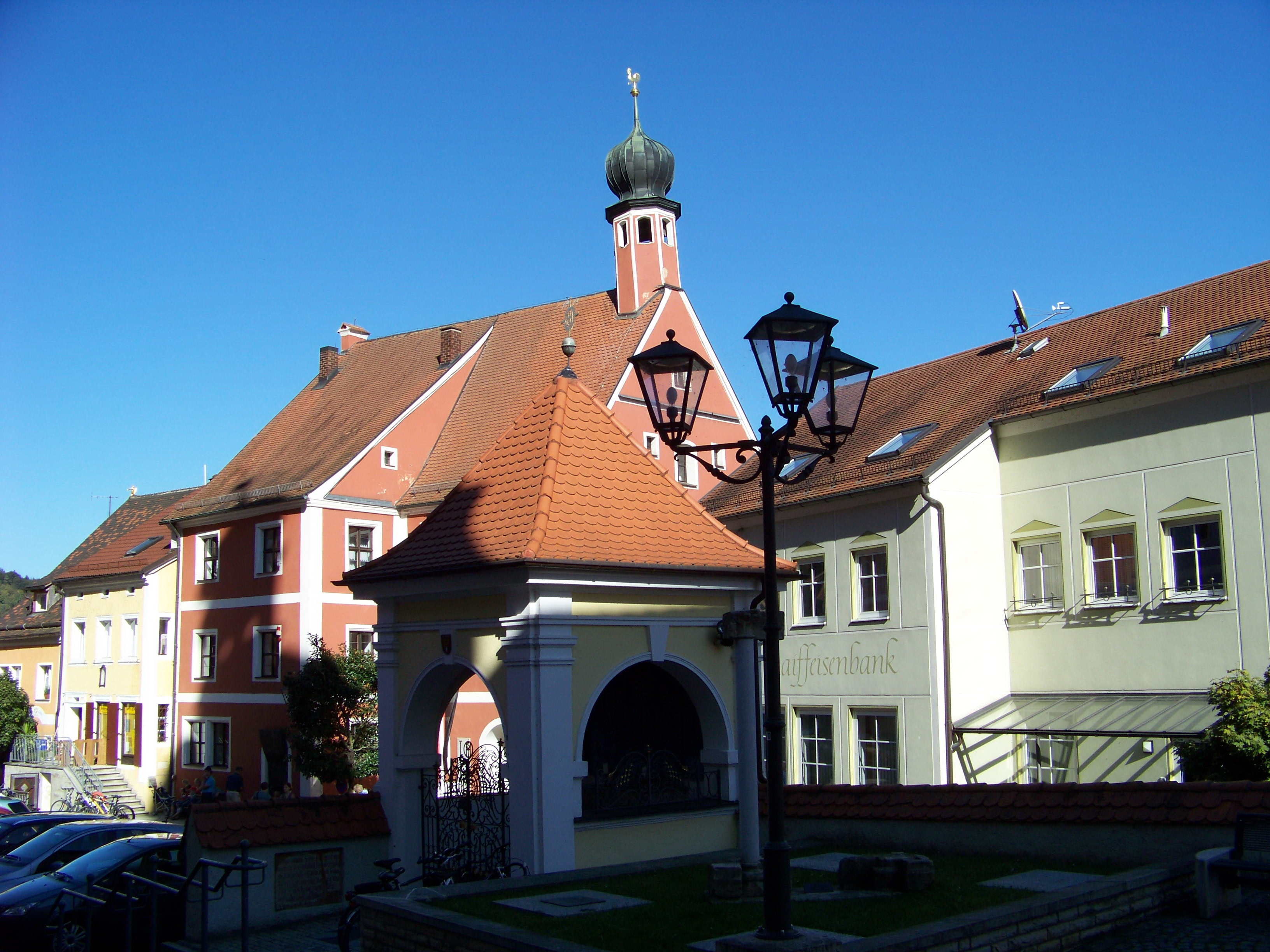
Memorialul Primului Război Mondial pe Marktplatz, proiectat de Albert Reich în 1922-1923

Kallmünz este o comună-târg din districtul Regensburg, regiunea administrativă Palatinatul Superior, landul Bavaria, Germania.